# Lauburu
Lauburu (bask. „Cztery głowy”), znana też jako baskijski krzyż i baskijska swastyka – jeden z głównych oraz najstarszych symboli baskijskich.
Lauburu symbolizuje poruszające się słońce odgrywające ważną rolę w mitologii baskijskiej, wierzono, że jako amulet ma moc odpędzania złych mocy i sprowadzania pomyślności i zdrowia.
Jest znakiem podobnym do swastyki, ale jej ramiona przypominają kształtem krople wody lub głowy (stąd nazwa). Nie jest znany sposób, w jaki pojawiła się w kulturze baskijskiej, ale najbardziej rozpowszechnione teorie mówią o niezależnym wytworzeniu tego symbolu przez Basków oraz o pochodzeniu Lauburu z Azji (miałaby trafić do Baskonii wraz z azjatyckimi protoplastami Basków) lub od ludów celtyckich. Już w starożytności była symbolem plemion baskijskich, obecnie zaś jest używana przez liczne baskijskie ugrupowania polityczne.

Lauburu – jeden z symboli Kraju Basków.
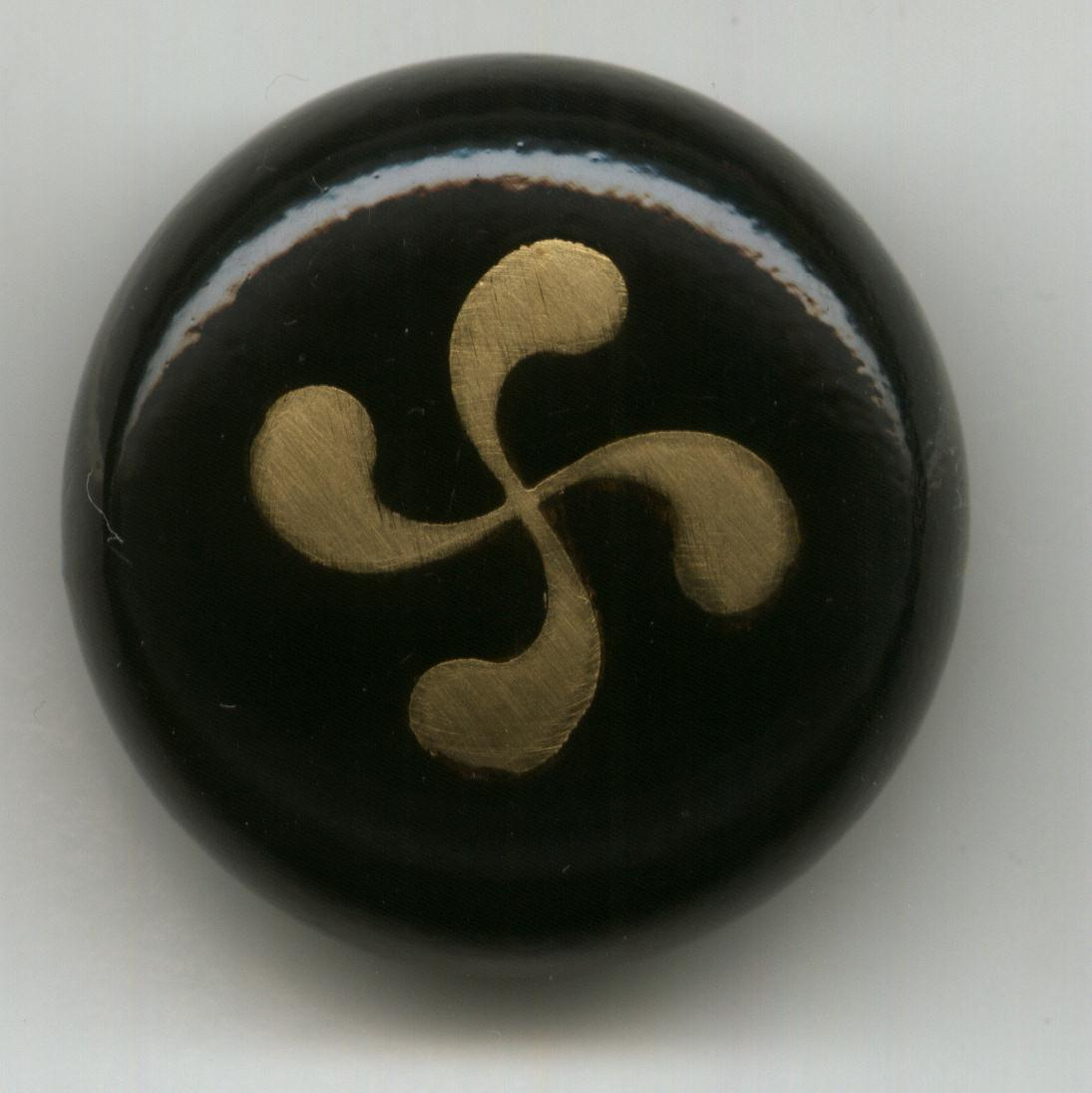
Lauburu na gałce makili – baskijskiej laski.
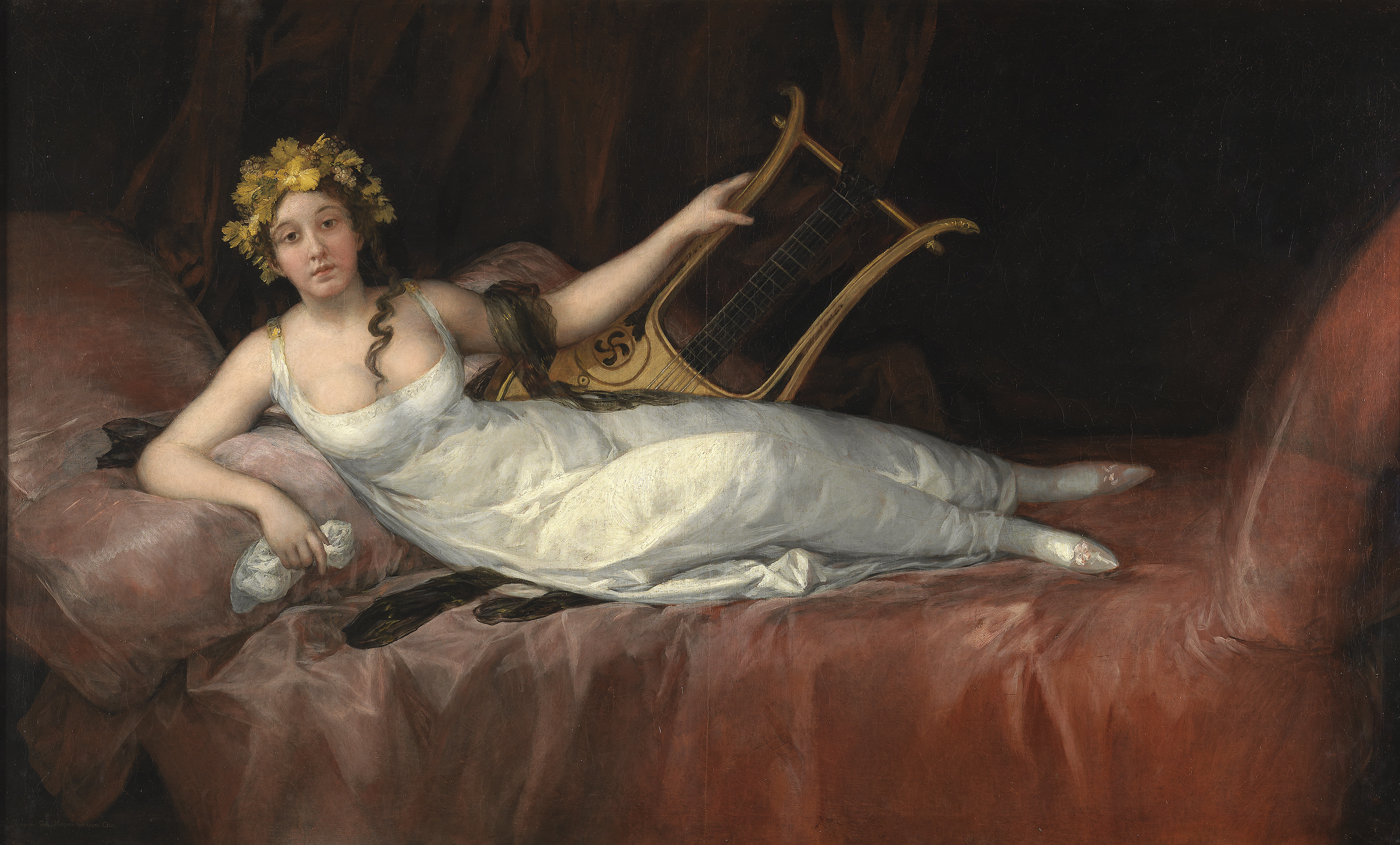
Lira z obrazu Goi Portret markizy Santa Cruz (ok. 1805) została ozdobiona motywem lauburu.